# Dashanpusaurus
Dashanpusaurus dongi
Genre
Espèce
Dashanpusaurus (signifiant « lézard de Dashanpu ») est un genre éteint de dinosaures sauropodes du Jurassique moyen retrouvé en Chine dans la formation de Dashanpu.
L'espèce type et seule espèce, D. dongi, a été décrite par Peng, Ye, Gao, Shu, & Jiang en 2005.

## Étymologie
Le nom générique fait référence à la petite ville où les fossiles ont été retrouvés. Le nom spécifique a été donné en l'honneur de Dong Zhiming.

## Historique
L'holotype a été retrouvé dans la sous-formation Shaximiao correspondant à la partie supérieure de la formation de Dashanpu, près de la petite ville de Dashanpu, Sichuan, Chine. Il est conservé par le Musée des dinosaures de Zigong.

## Description
Ce dinosaure est connu par de nombreux spécimens, dont seulement deux ont été décrits jusqu'à présent. Le spécimen le plus complet (l'holotype ZDM 5028) comprend une bonne partie de la colonne vertébrale, des côtes, un cubitus, la ceinture pelvienne, une patte arrière ; le paratype (ZDM 5027) est constitué des restes de 12 vertèbres dorsales, de côtes, de la ceinture pectorale gauche, de l'humérus et du radius gauche. Dashanpusaurus devait être un sauropode de taille moyenne à grande avec un long cou et, comme tous les sauropodes, des pattes cylindriques. Les vertèbres cervicales étaient courtes et la zone entre la ceinture scapulaire et le début du cou était composée de vertèbres avec des épines neurales fendues, comme de nombreux autres sauropodes du Jurassique chinois.

## Taxonomie
Dashanpusaurus a été décrit pour la première fois en 2005 sur la base de restes fossiles de la formation de Dashanpu dans la région du Sichuan. La ville de Dashanpu n'est qu'à sept kilomètres de Zigong, la ville où les fossiles ont été trouvés. L'épithète spécifique, dongi, fait référence au paléontologue chinois Dong Zhiming (connu pour de nombreuses études sur les dinosaures). Dans l'étude de 2005 dans laquelle le matériau a été décrit pour la première fois, Dashanpusaurus a été comparé aux Camarasauridae, une famille de sauropodes Macronaria mieux connue par le bien connu Camarasaurus Nord Américain. Dans sa monographie sur Bellusaurus, Mo (2013) a classé Dashanpusaurus comme un eusauropode non néosauropode plus dérivé que Shunosaurus. Une paire d'articles ultérieurs publiés en 2022 a récupéré Dashanpusaurus en tant que macronaire basal, mais pas aussi étroitement lié à Camarasaurus qu'on le pensait à l'origine,,.